# Koundimi
Koundimi est une commune rurale située dans le département de Léna de la province du Houet dans la région des Hauts-Bassins au Burkina Faso.

## Éducation et santé
Le centre de soins le plus proche de Koundimi est le centre de santé et de promotion sociale (CSPS) de Kouékouesso.